# Chích bông châu Phi
Chích bông châu Phi, tên khoa học Artisornis metopias, là một loài chim trong họ Cisticolidae.